# ストラスブールの誓い

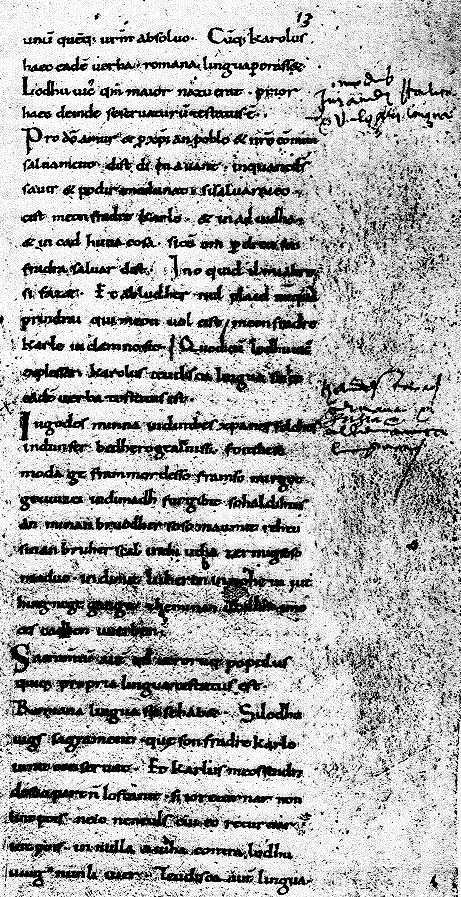
ストラスブールの誓約書

ストラスブールの誓い（フランス語: les serments de Strasbourg、ドイツ語: die Straßburger Eide）は、842年に西フランク王国国王シャルル2世“禿頭王”と東フランク王国国王ルートヴィヒ2世“ドイツ人王”によって結ばれた同盟である。
シャルルとルートヴィヒが協力して長兄ロタール1世に対抗することを誓約した。

## 概要
フランク族の歴史家ニタール（Nithard）が残した『ルイ敬虔王の息子たちの歴史』（"Histoire des fils de Louis le Pieux" ）によると、両王はラテン語でも自国の言語でもなく、お互いに相手国の言語を用いて兵の前で宣言し、両国の兵はそれぞれ自国の言語で誓いを行った。これは、この頃までにカロリング朝フランク王国が東西に分裂した証拠と考えられてきた。
本文は古高ドイツ語で記されたものと、古フランス語の祖となるロマンス語で記されたものがある。前文はそれらの2言語のほか、ラテン語でも残っている。ロマンス語で記されたものは、ラテン語とは明確に異なるそれの最古の文書であり、最古のフランス語の文書と言われることもある。

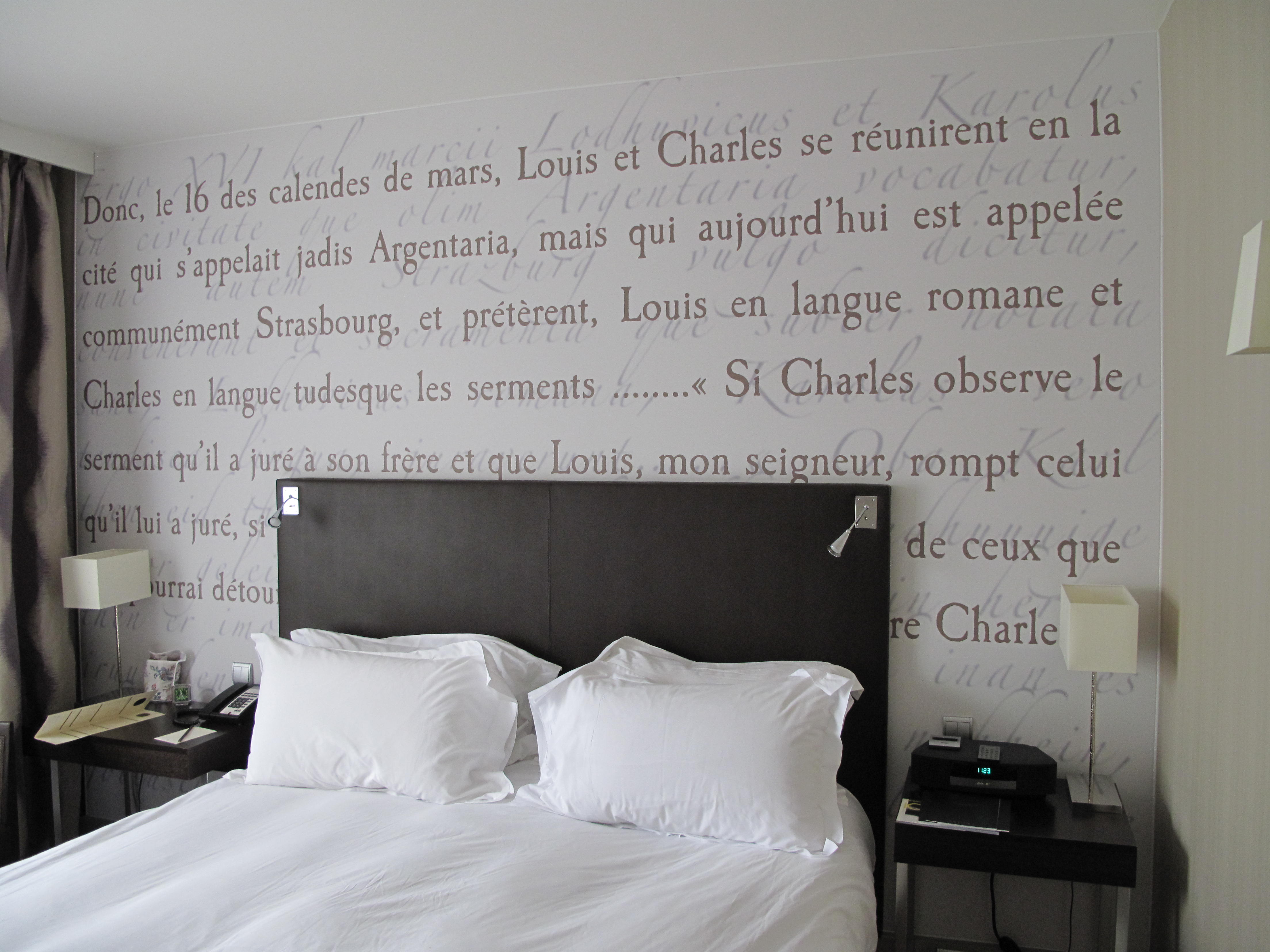
ストラスブールのホテルの一室。誓いの文言（フランス語訳）が書かれている